# Rue de la Moskova
La rue de la Moskova est une voie du 18e arrondissement de Paris, en France.

## Situation et accès
La rue de la Moskova est une voie publique située dans le 18e arrondissement de Paris. Elle débute au 24, rue Leibniz et se termine au 12, rue Jean-Dollfus.

## Origine du nom

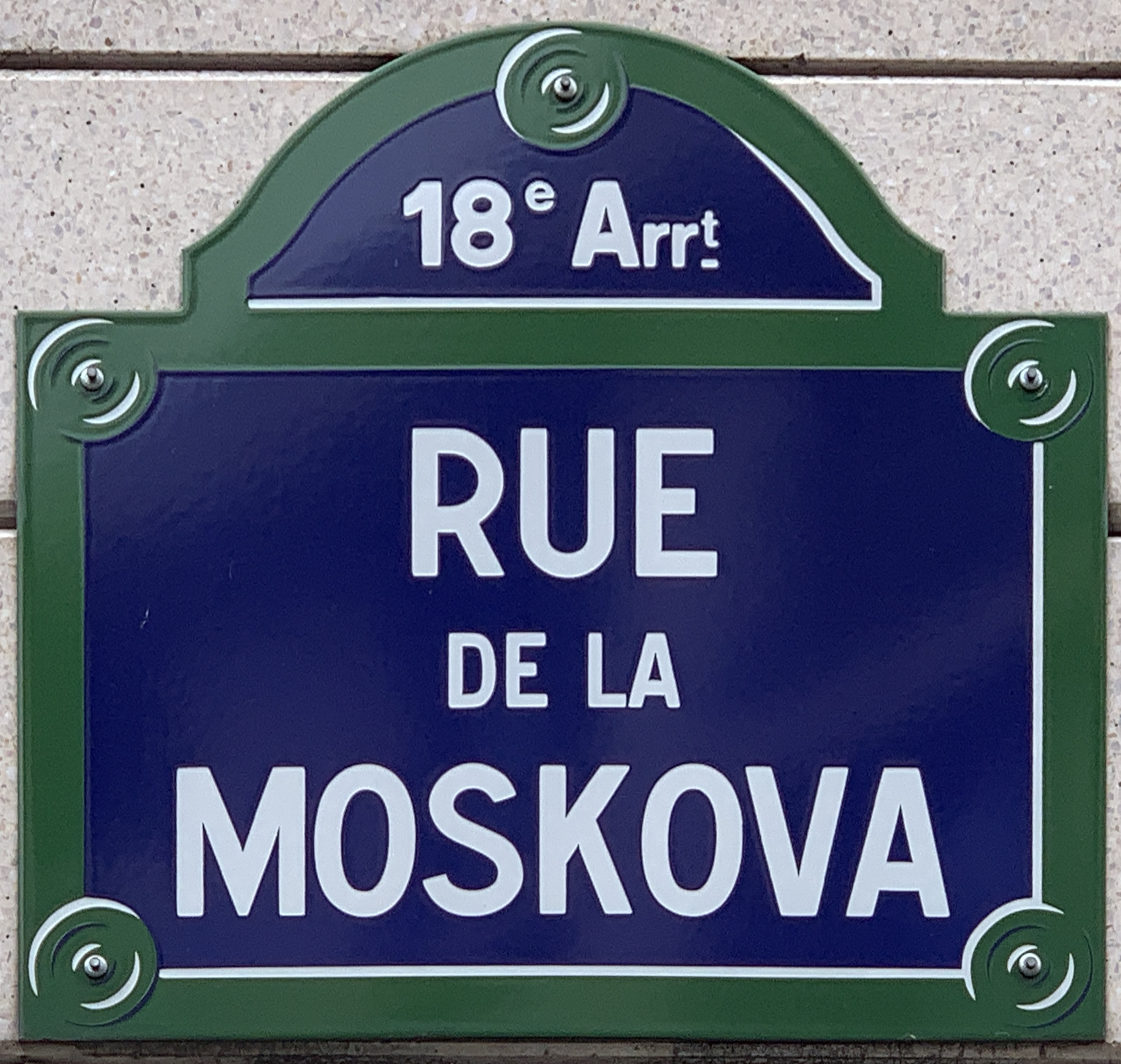
Plaque de la rue.

Elle porte le nom de la Moskova, une rivière de Russie qui a donné son nom à la bataille livrée le 7 septembre 1812 par Napoléon Ier aux Russes et où le maréchal Ney se distingua.

## Historique
Cette voie est ouverte sous le nom de « cité Barthélemy » en 1863 avant de prendre le nom de « cité de la Moskowa » par arrêté du 1er février 1877. 
La voie est réaménagée lors des opérations de la ZAC Moskowa et devenue une rue elle prend sa dénomination de « rue de la Moskova » par arrêté municipal du 16 septembre 1997. 